# Hartmut A. G. Bosinski
Hartmut A. G. Bosinski (* 14. August 1956 in Güstrow) ist ein deutscher Sexualmediziner und Psychotherapeut. Nach einer langen Zeit als Professor und Leiter der Sexualmedizin am Universitätsklinikum Schleswig-Holstein arbeitet er heute als niedergelassener Arzt.

## Beruflicher Werdegang
Hartmut Bosinski ist der Sohn des Theologen Gerhard Bosinski. Nach Schulbesuch in Neustrelitz und Berlin studierte er 1975 bis 1981 Humanmedizin an der Universität Rostock, wo er 1980 bei dem Entwicklungspsychologen und Sexualpädagogen Heinz Grassel seine Diplomarbeit zum Thema „Sexualwissen bei Vorschulkindern“ abschloss. Das Thema weitete er im Rahmen seiner Dissertation auf eine große Stichprobe von Vorschulkindern aus und wurde damit 1986 an der medizinischen Fakultät der Humboldt-Universität zu Berlin promoviert. Nach dem administrativ unterbundenen Versuch einer Ausbildung zum Kinder- und Jugendpsychiater absolvierte er von 1981 bis 1986 eine Ausbildung zum Facharzt für Kinderheilkunde und Jugendmedizin an der Berliner Charité. Von 1987 bis 1992 arbeitete er mit dem Forschungsschwerpunkt „Sexualwissenschaft“ als Assistent im Interdisziplinären Forschungsprojekt „Biopsychosoziale Einheit Mensch – Struktur und Dynamik der Humanontogenese“ an der Berliner Humboldt-Universität unter Leitung von Karl-Friedrich Wessel u. a. mit dem Entwicklungspsychologen Hans-Dieter Schmidt, dem Endokrinologen Günter Dörner und dem Tierverhaltensforscher Günter Tembrock zusammen. Er war Mitbegründer der „Volksinitiative Bildung“ und Vertreter in der AG „Bildung, Erziehung, Jugend“ am Runden Tisch im Herbst 1989. 1992 war er als Experte aus den neuen Bundesländern bei der Bundesratsanhörung zur Abschaffung des §175 StGB. Im selben Jahr wurde er Assistent des Sexualmediziners Reinhard Wille an der Sexualmedizinischen Forschungs- und Beratungsstelle am Universitätsklinikum Kiel, wo er sich 1996 zum Thema „Transsexualität“ habilitierte. Von 1997 bis 2013 war er Leiter der Kieler Sexualmedizin, die auf seine Initiative zur Sektion für Sexualmedizin umgewandelt wurde, und etablierte den bundesweit ersten Zertifikatsstudiengang Sexualmedizin für Studierende der Medizin, Psychologie und Rechtswissenschaften. Gemeinsam mit dem Rechtspsychologen Günter Köhnken und der Rechtswissenschaftlerin Monika Frommel gründete er u. a. das „Zentrum für Rechtspsychologie, Kriminalwissenschaften und forensische Psychopathologie“ an der Christian-Albrechts-Universität zu Kiel. Im September 2013 wurde die Sektion für Sexualmedizin durch die Leitung des Universitätsklinikum Schleswig-Holstein aus Kostengründen aufgelöst und Bosinski eröffnete in Kiel eine eigene Praxis für Sexualmedizin.

## Forschungsschwerpunkte
- Forensische Sexualmedizin / Paraphilie
- Periphere und zentralnervöse Verarbeitung sexueller Reize
- Ursachen, Verlauf, Diagnostik und Therapie sexueller Störungen
- Biopsychosoziale Grundlagen der sexuellen Orientierung
- Störungen der Geschlechtsidentität im Kindes-, Jugend- und Erwachsenenalter
- Psychosexuelle Aspekte bei Intersexualität / Disorders of sex development

## Mitgliedschaft in wissenschaftlichen Gesellschaften
- 1990: Gründungsmitglieder der Gesellschaft für Sexualwissenschaft der DDR
- 1994: Mitbegründer und Vorstandsmitglied der Akademie für Sexualmedizin (heute: Deutsche Gesellschaft für Sexualmedizin, Sexualtherapie und Sexualwissenschaft)
- 2004: Gründungsmitglied der European Academy for Sexual Medicine
- 2010–2014: Mitglied des Educational Committee der International Society for Sexual Medicine
- International Academy of Sex Research
- Deutsche Gesellschaft für Endokrinologie

## Schriften
- mit K. F. Wessel (Hrsg.): Interdisziplinäre Aspekte der Geschlechterverhältnisse in einer sich wandelnden Zeit. Kleine Verlag, Bielefeld 1992, ISBN 3-89370-153-2.
- mit P. Kirchhof, R. Nave-Herz, G. Robbers und H. Rotter: Eingetragene Lebenspartnerschaft. Rechtssicherheit für homosexuelle Paare – Angriff auf Ehe und Familie? Verlag Friedrich Pustet, Regensburg 2001, ISBN 3-7917-1775-8.
- Geschlechtsidentitätsstörungen im Kindesalter. In: G. W. Lauth, U. Brack, F. Linderkamp (Hrsg.): Praxishandbuch: Verhaltenstherapie bei Kindern und Jugendlichen. Beltz-PVU, Weinheim 2001, ISBN 3-621-27823-0, S. 265–274.
- Sexuelle Übergriffe – Die Opfer. In: H. Ostendorf, G. Köhnken, G. Schütze (Hrsg.): Aggression und Gewalt. Peter Lang, Frankfurt am Main 2002, ISBN 3-631-38444-0, S. 159–174.
- mit M. Oehmichen und H.-J. Kaatsch (Hrsg.): Gewalt gegen Frauen und Kinder. Bestandsaufnahme – Diagnose – Prävention. Schmidt-Römhild, Lübeck 2004, ISBN 3-7950-0329-6.
- mit K. M. Beier und K. Loewit: Sexualmedizin – Grundlagen und Praxis. 2., überarb. Auflage. Urban & Fischer, München 2005, ISBN 3-437-31452-1.
- Nosologie, Symptomatik, Verlauf und Differentialik transsexueller Geschlechtsidentitätsstörungen. In: G. K. Stalla (Hrsg.): Therapieleitfaden Transsexualität. Uni-Med Verlag, Bremen 2006, ISBN 3-8374-1479-5, S. 28–42.
- Somatosexuelle und psychosexuelle Entwicklung normaler und gestörter Geschlechtsidentität. In: G. K. Stalla (Hrsg.): Therapieleitfaden Transsexualität. Uni-Med Verlag, Bremen 2006, ISBN 3-8374-1479-5, S. 22–27.
- Sexualstörungen – Geschlechtsidentitätsstörungen. In: H. Förstl, M. Hautzinger, G. Roth (Hrsg.): Neurobiologie psychischer Störungen. Springer, Heidelberg 2006, ISBN 3-540-25694-6, S. 808–826.
- Sexualmedizinische Störungsbilder. In: M. Kiechle (Hrsg.): Gynäkologie und Geburtshilfe. Urban & Fischer 2007, ISBN 978-3-437-42407-6, S. 167–178.
- Neurobiologie der Transsexualität. In: J. Müller (Hrsg.): Neurobiologie forensisch relevanter Störungen. Grundlagen, Störungsbilder, Perspektiven. Kohlhammer, Stuttgart 2010, ISBN 978-3-17-020471-3, S. 394–405.
- Geschlechtsidentitätsstörungen – Begutachtungen nach dem Transsexuellengesetz. In: F. Häßler, W. Kinze, N. Nedopil (Hrsg.): Praxishandbuch Forensische Psychiatrie des Kindes-, Jugend- und Erwachsenenalters. MWV, Berlin 2011, ISBN 978-3-941468-25-2, S. 547–566.
- Die forensische Bedeutung von "Paraphilia-related Disorder" und "Hypersexual Disorder". In: N. Saimeh (Hrsg.): Mit Sicherheit behandeln. Eickelborner Schriftenreihe zur Forensischen Psychiatrie. MWV, Berlin 2014, ISBN 978-3-95466-118-3, S. 53–63.
- Sexuelle Phantasien, Süchte und Zwänge in der Genese von Sexualdelikten. In: L. Greuel, A. Petermann, A. Boetticher (Hrsg.): Macht – Zwang – Gewalt (?) Sexuelle Gewalt- und Tötungskriminalität im forensischen Kontext. Pabst Science Publishers, Lengerich 2015, ISBN 978-3-95853-065-2.
- Eine Normvariante menschlicher Beziehungsfähigkeit: Homosexualität aus Sicht der Sexualmedizin. In: S. Goertz (Hrsg.): Wer bin ich, ihn zu verurteilen? Homosexualität und katholische Kirche. Herder-Verlag, Freiburg i.Br. 2015, ISBN 978-3-451-33273-9, S. 91–130.